# Корвара-ін-Бадія
Корвара-ін-Бадія (італ. Corvara in Badia) — муніципалітет в Італії, у регіоні Трентіно-Альто-Адідже,  провінція Больцано.
Корвара-ін-Бадія розташована на відстані близько 520 км на північ від Рима, 80 км на північний схід від Тренто, 40 км на схід від Больцано.

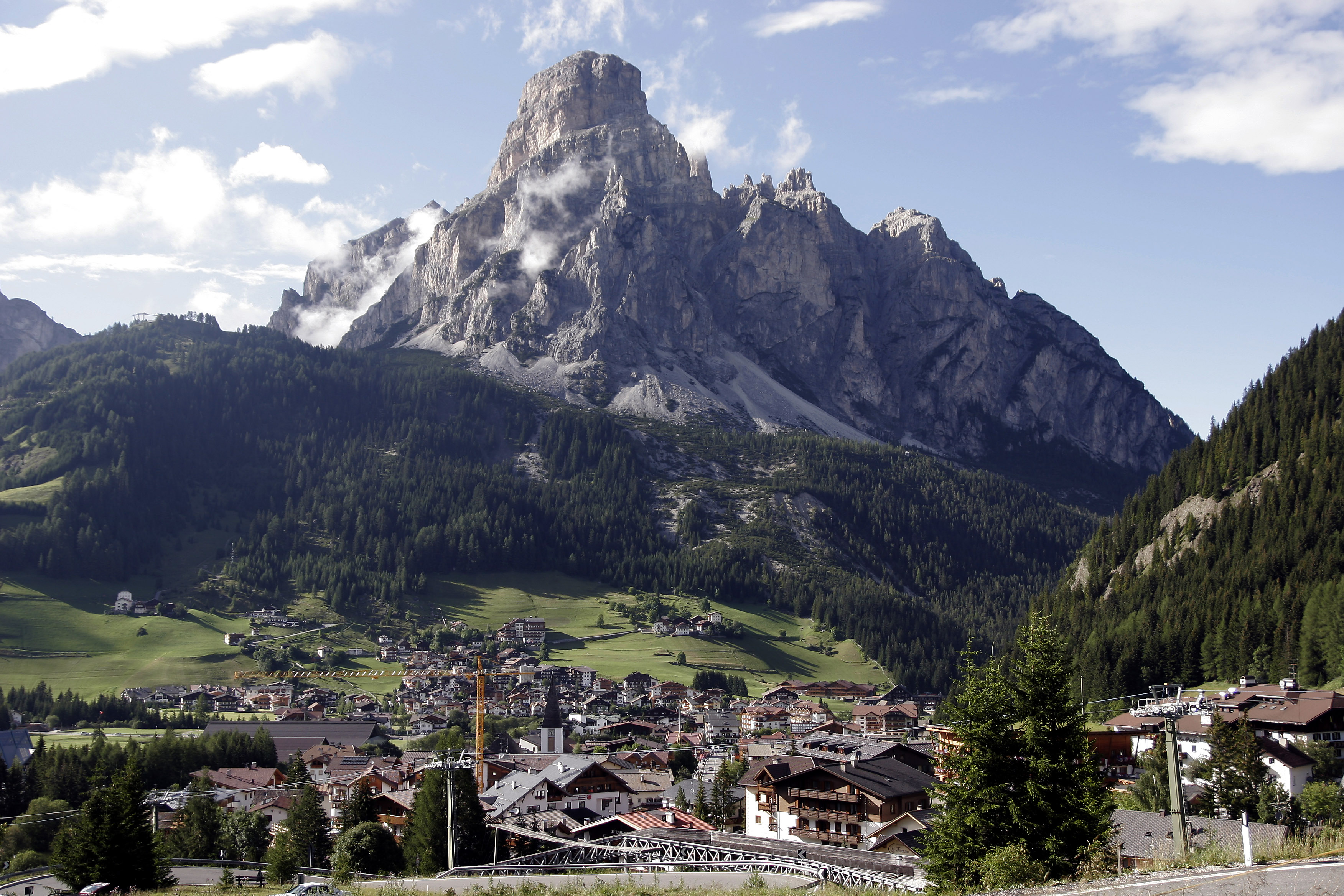

Населення — 1365 осіб (2014).

## Демографія
Населення за роками:

Станом на 1 січня 2023 року в муніципалітеті офіційно проживало 65 іноземців з 22 країн, серед них 39 громадян країн Євросоюзу та 5 громадян України.

## Сусідні муніципалітети
- Бадія
- Канацеї
- Лівіналлонго-дель-Коль-ді-Лана
- Сан-Мартіно-ін-Бадія
- Сельва-ді-Валь-Гардена